# Bartolo Colón
Pour les articles homonymes, voir Colon.
Bartolo Colón (né le 24 mai 1973 à Altamira, Puerto Plata, République dominicaine) est un ancien lanceur droitier de baseball.
Surnommé Big Sexy,,,,,, il est à 44 ans le joueur actif le plus âgé du baseball majeur en 2016. Il est le joueur le plus âgé (42 ans) au moment de frapper son premier coup de circuit dans les majeures. Il est le dernier joueur en activité à avoir joué pour les défunts Expos de Montréal.
Colón remporte le trophée Cy Young du meilleur lanceur en 2005 dans la Ligue américaine alors qu'il joue pour les Angels de Los Angeles. Il est sélectionné quatre fois au Match des étoiles (1998, 2005, 2013 et 2016).

## Carrière

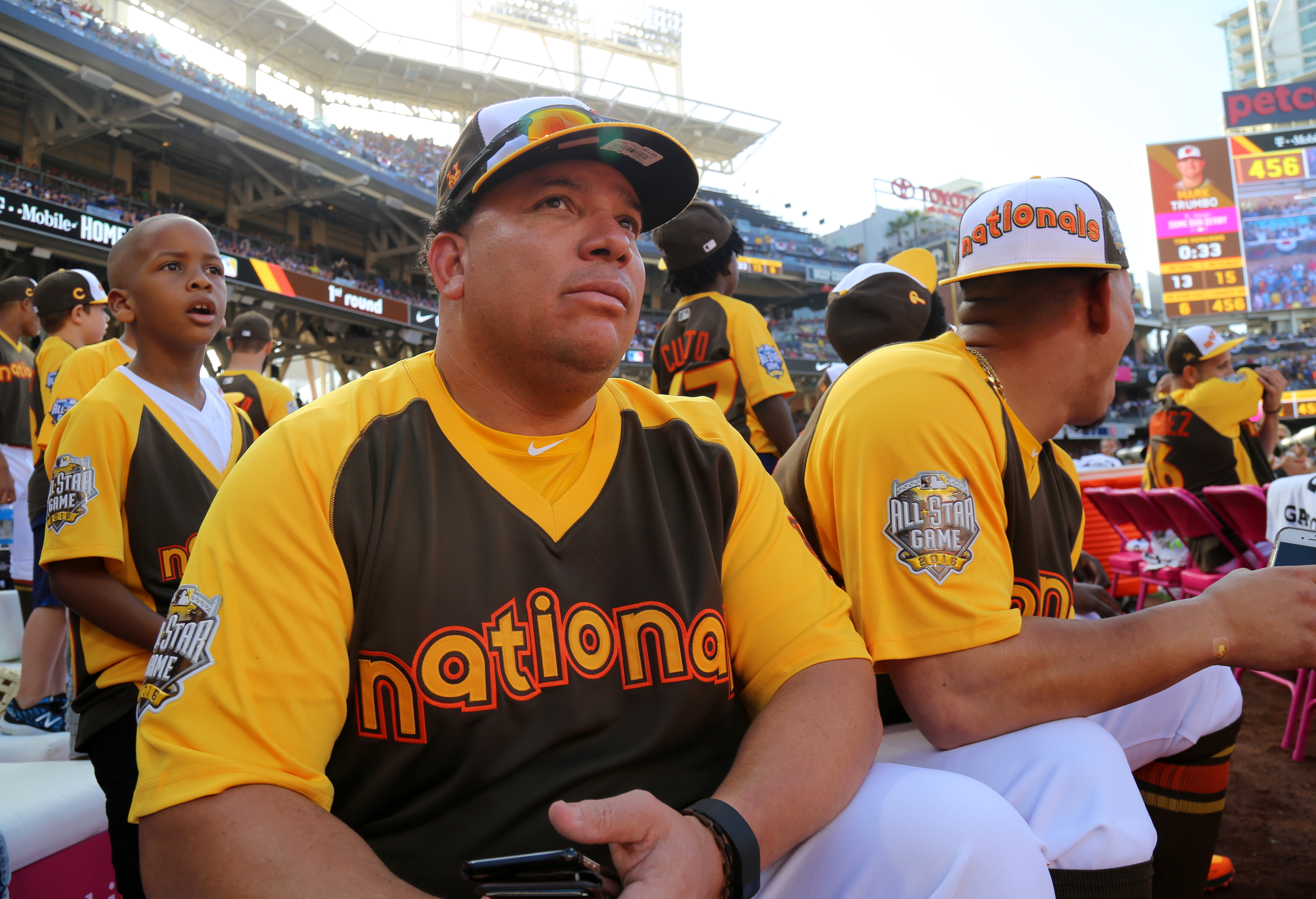
Bartolo Colón vêtu de l'uniforme de la Ligue nationale au match des étoiles 2016.

Bartolo Colón est né à El Copey, un village en périphérie d'Altamira en République dominicaine.

### Indians de Cleveland
Bartolo Colón est recruté comme agent libre amateur en 1993 par les Indians de Cleveland. Le club croit alors qu'il est âgé de 18 ans, alors qu'il en a réellement 20. Son premier contrat lui rapporte 3 000 dollars US, moins les 500 dollars donnés au villageois qui avait attiré l'attention des Indians à son sujet.
Il débute en Ligue majeure le 4 avril 1997. Il complète sa saison recrue avec une fiche de 5-7 et une moyenne de points mérités de 5,65. En Série de championnat de la Ligue américaine, il mérite la victoire à son unique départ, lançant un match complet de quatre coups sûrs au cours duquel il n'accorde qu'un point aux Yankees de New York.
Il remporte 14 matchs en 1998 et est invité pour la première fois au match des étoiles du baseball majeur. Puis en 1999, Colon connaît une saison de 18 gains, contre seulement 5 défaites, avec 161 retraits sur des prises. Il surpasse ce total en retirant 212 frappeurs au bâton en 2000 et remet un dossier victoires-défaites de 15-8. Il présente une fiche de 14-12 en 2001.

### Expos de Montréal
En 2002, le dominicain connaît une première saison de 20 victoires. Sa fiche est de 10-4 pour les Indians lorsque ceux-ci l'échangent, peu avant la date limite des transactions, aux Expos de Montréal, en compagnie de Tim Drew, en retour de Lee Stevens, Brandon Phillips et des joueurs d'avenir Grady Sizemore et Cliff Lee (un futur gagnant du trophée Cy Young). Avec Montréal, il remporte 10 autres gains, contre quatre revers, terminant la saison avec une fiche combinée de 20-8, 8 matchs complets, un sommet personnel de 3 blanchissages et une moyenne de points mérités de 2,93.
En janvier 2003, les Expos échangent Bartolo Colon et un joueur des ligues mineures (Pedro Munoz) aux White Sox de Chicago pour Orlando Hernandez, Rocky Biddle et Jeff Liefer.

### White Sox de Chicago

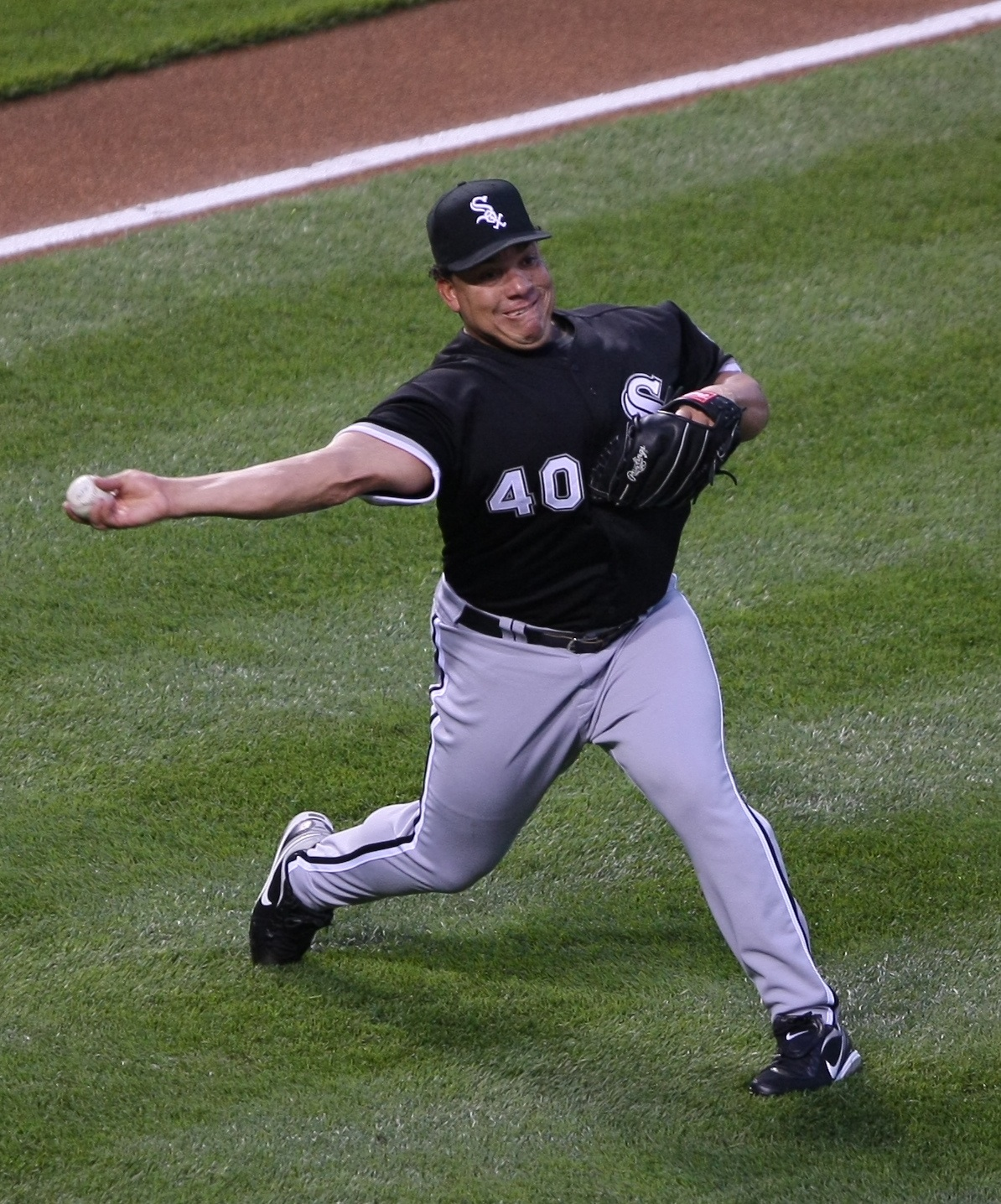
Bartolo Colón en 2009 avec les White Sox.

Colon remporte 15 victoires (contre 13 défaites) avec les Sox de 2003 et domine la Ligue américaine pour les parties complétées, avec 9.

### Angels de Los Angeles d'Anaheim
Il signe comme agent libre avec les Angels d'Anaheim à l'issue de la saison 2003.
Le droitier joue quatre saisons pour les Angels. Après une saison de 18-12 en 2004, où sa moyenne sera cependant élevée (à 5,01), il connaît la meilleure année de sa carrière en 2005, recevant sa seconde invitation au match des étoiles. Il gagne 21 parties, n'encaisse que 8 défaites, remportant le trophée Cy Young remis au meilleur lanceur de la Ligue américaine. Il est le premier artilleur de la franchise à recevoir cet honneur depuis Dean Chance en 1964.
Des blessures au bras et à l'épaule le tiennent à l'écart du jeu pendant la majorité des saisons de baseball 2006 et 2007.

### Red Sox de Boston
En 2008, Bartolo Colon est invité au camp d'entraînement des Red Sox de Boston, qui l'ajoutent en mai à leur effectif régulier. Il remporte sa 150e victoire dans les majeures le 11 juin contre Baltimore. Le 19 septembre, il est suspendu par les Red Sox après avoir quitté les États-Unis pour la République dominicaine pour des «raisons personnelles». Colon refuse de se rapporter à l'équipe et choisit de demeurer dans son pays natal, mettant un terme à son aventure avec Boston.

### Retour chez les White Sox
Colón signe un contrat d'un an avec les White Sox de Chicago en janvier 2009. En juillet, il disparaît mystérieusement pendant plusieurs jours, alors qu'il omet de se rapporter aux Knights de Charlotte, un club-école des White Sox en classe AAA, où Colon doit jouer afin de compléter un programme de remise en forme à la suite d'une blessure. Le manager des Sox, Ozzie Guillén, affirme en entrevue n'avoir aucune idée des allées et venues de l'imposant lanceur, et insinue qu'il doit être déprimé par la mort du chanteur Michael Jackson, ou parti à Los Angeles pour les obsèques de celui-ci,,. Il ne revient que pour un match avec les White Sox le 24 juillet et est libéré de son contrat pendant le mois de septembre. Sa fiche est de 3-6 en 12 départs avec une moyenne de points mérités de 4,19 en 2009 avec Chicago.

### Yankees de New York

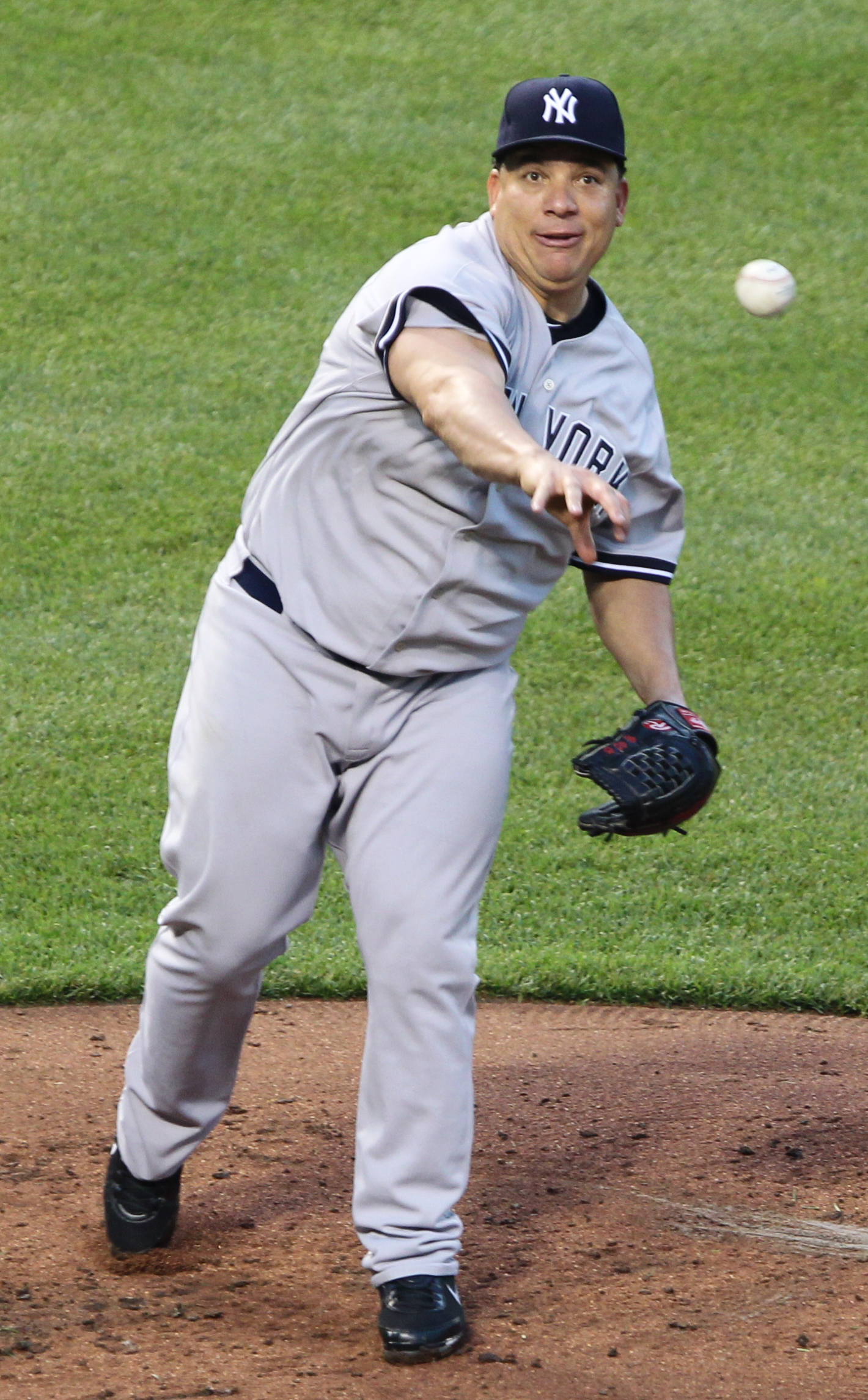
Bartolo Colón revient au jeu en 2011 avec les Yankees de New York.

Après une opération à l'épaule, il rate toute la saison 2010 des Ligues majeures. Par la suite, il se soumet à des traitements où on lui injecte des cellules souches de moelle osseuse dans le coude et l'épaule afin de réparer des ligaments et la coiffe du rotateur.
En janvier 2011, les Yankees de New York accordent un contrat des ligues mineures à Colon après qu'il eut joué en Ligue dominicaine de baseball hivernal pour une équipe dirigée par Tony Peña, l'un des instructeurs des Yankees.
Les Yankees indiquent qu'ils ignoraient la nature des traitements choisis par Colon au moment de la signature du contrat et disent avoir informé les autorités de la ligue dès en avoir été informés puisque ce type de traitement est parfois associé à la prise d'hormones de croissance, une substance interdite par la ligue. La MLB enquête à ce sujet pour s'assurer qu'aucune substance interdite par sa politique antidopage n'a été utilisée. Il ne semble pas que ce soit le cas pour Colon, du moins s'il faut en croire les médecins qui ont pratiqué le traitement et qui assurent ne pas employer d'hormones de croissance,.
Après un remarquable camp d'entraînement, le vétéran lanceur obtient finalement un poste avec l'équipe pour un salaire de 900 000 dollars. Il lance 29 parties en 2011, dont 26 comme lanceur partant. Sa fiche victoires-défaites est de 8-10 avec une moyenne de points mérités de 4,00 en 164,1 manches lancées. C'est son plus grand nombre de manches lancées depuis l'année 2005. Il devient agent libre après avoir honoré ce contrat d'une saison.

### Athletics d'Oakland

#### Saison 2012

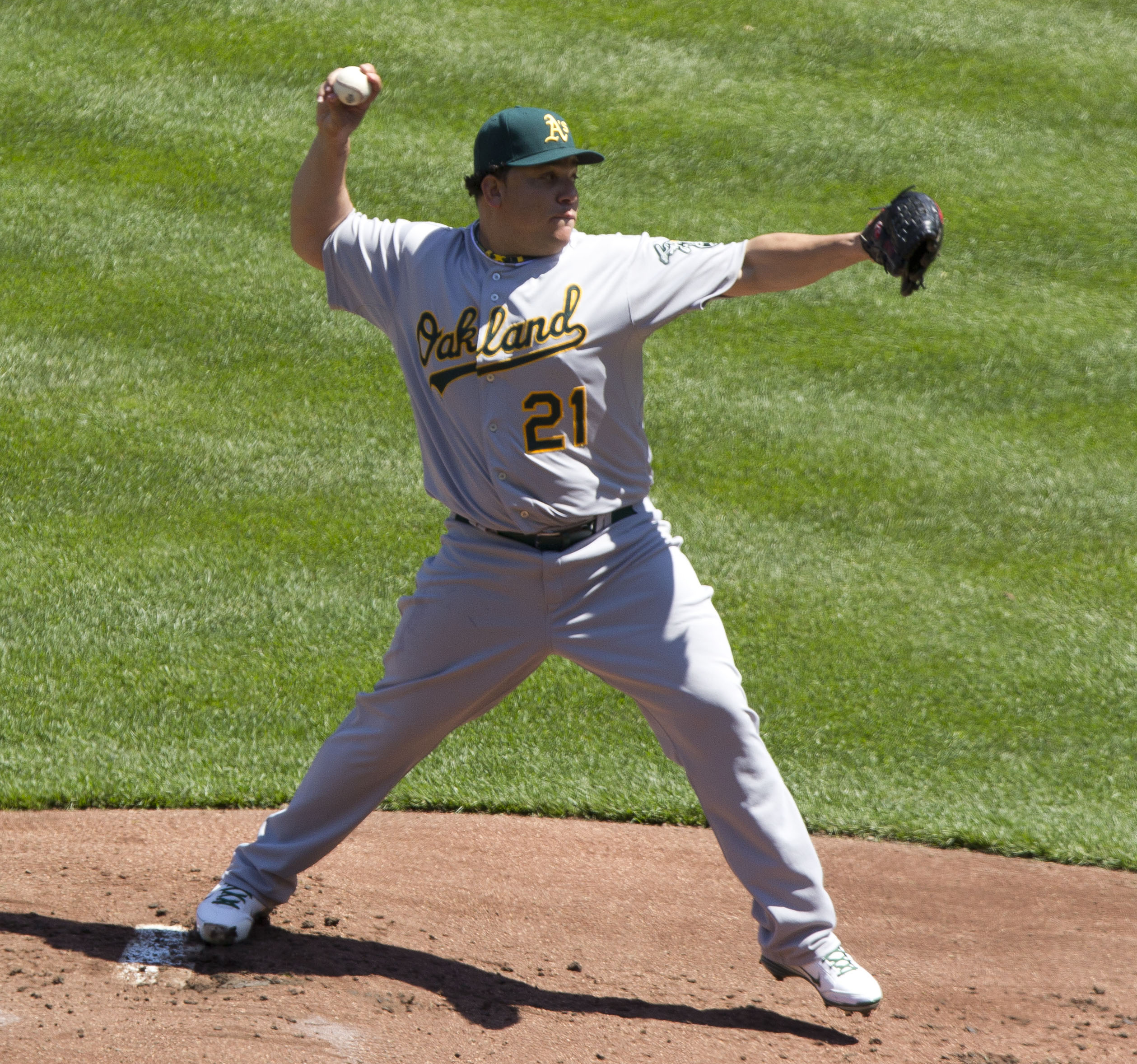
Bartolo Colón en 2012 avec les A's d'Oakland.

Le 24 janvier 2012, Colón rejoint les Athletics d'Oakland via un contrat d'une année. Le 18 avril, dans une victoire de 6-0 sur les Angels de Los Angeles, Colón lance 36 prises consécutives. C'est la plus longue séquence du genre depuis 1988, soit depuis que le compte balles-prises est compilé dans les statistiques, abattant l'ancienne marque de 30 par Tim Wakefield en 1998.
Le 22 août 2012, la Ligue majeure de baseball suspend Colón pour 50 parties après qu'il a échoué un test de dépistage de drogue et été coupable d'usage de testostérone. Néanmoins, les Athletics renouvellent en novembre suivant son contrat pour une autre saison. Sa saison 2012 prend fin avec sa suspension et il rate les séries éliminatoires. En 24 départs, il affiche une moyenne de points mérités de 3,43 en 152 manches et un tiers lancées, avec 10 victoires et 9 défaites.

#### Saison 2013
À 40 ans, Colón connaît en 2013 l'une des meilleures saisons de sa carrière. Il lance 190 manches et un tiers pour les A's, son plus haut total en 8 ans. Sa moyenne de points mérités de 2,65 est la seconde meilleure de la Ligue américaine après Aníbal Sánchez (2,57) sa meilleure en carrière et sa plus basse depuis celle de 2,93 maintenue durant la saison 2002 pour Cleveland et Montréal. Avec 18 gains contre seulement 6 défaites, il est second pour les victoires dans l'Américaine et mène les lanceurs du baseball majeur avec 3 blanchissages. Il n'accorde en moyenne que 1,37 buts-sur-balles par 9 manches lancées, le 2e plus bas total de l'Américaine après David Price (1,30).
Colón reçoit sa troisième sélection au match des étoiles et sa première en 8 ans. Avec 5 victoires, aucune défaite et une moyenne de points mérités de 1,75 en juin 2013, Colón est élu joueur du mois dans la Ligue américaine. C'est la quatrième fois de sa carrière qu'il reçoit pareil honneur et la première fois depuis août 2005.
Il termine sixième du vote désignant le gagnant du trophée Cy Young dans la Ligue américaine.

### Mets de New York

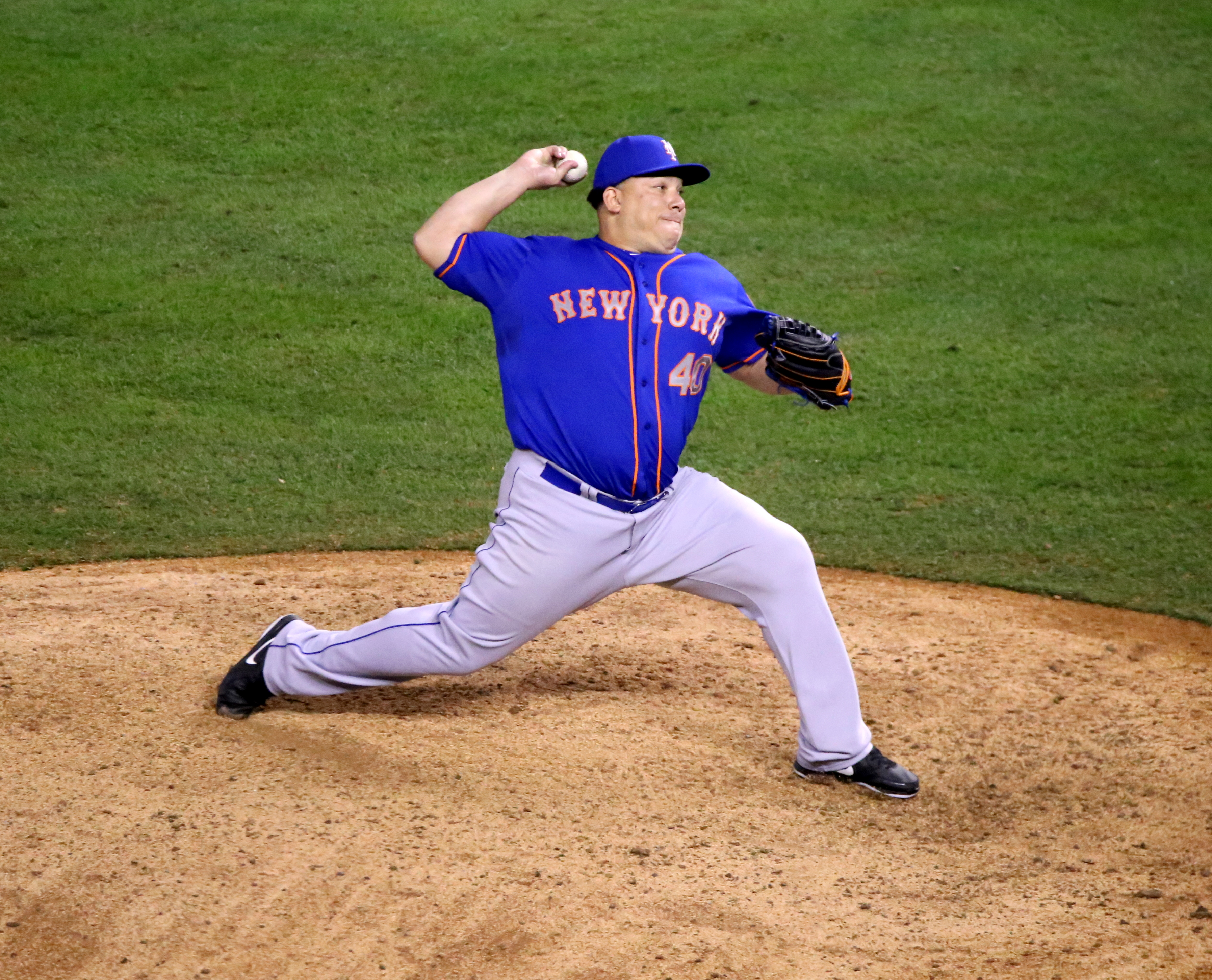
Bartolo Colón lançant pour les Mets lors du premier match de la Série mondiale 2015.

Le 14 décembre 2013, Bartolo Colón signe un contrat de deux saisons avec les Mets de New York.
Après la saison 2014, il était le lanceur partant comptant le plus de départs (436) parmi les joueurs en activité n'ayant jamais disputé un seul match de séries éliminatoires, une situation rectifiée en 2015 alors qu'il est utilisé comme lanceur de relève durant le parcours des Mets qui se termine par leur défaite en Série mondiale 2015.
Le 23 avril 2015, il retire en tentative de vol d'une manière inusitée A. J. Pierzynski des Braves d'Atlanta, lorsqu'il constate que ce dernier s'était trop éloigné du premier but. Au lieu de lancer la balle à un coéquipier pour provoquer une souricière, Colón fonce droit sur un Pierzynski interloqué et applique la balle sur lui pour un retrait sans assistance.
Du 26 août au 10 septembre 2015, le droitier de 42 ans lance pour les Mets 31 manches consécutives sans accorder de point; il dépasse Warren Spahn et Cy Young pour la plus longue séquence du genre dans l'histoire pour un lanceur aussi âgé.
Joueur recrue laissé de côté par les Indians de Cleveland en Série mondiale 1997, Colón joue pour la première fois dans une Série mondiale avec les Mets le 27 octobre 2015 comme lanceur de relève face aux éventuels champions, les Royals de Kansas City.
Devenu agent libre après la participation des Mets à la Série mondiale 2015, Colón signe le 18 décembre 2015 un nouveau contrat d'une saison avec les Mets.
La retraite de Maicer Izturis, annoncée le 4 mars 2016 mais qui n'a pas joué dans les majeures depuis le 13 avril 2014, fait de Bartolo Colón le dernier joueur des majeures à avoir évolué pour les Expos de Montréal,.

### Braves d'Atlanta
Le 17 novembre 2016, Colón signe un contrat de 12,5 millions de dollars pour une saison avec les Braves d'Atlanta.
L'expérience n'est pas couronnée de succès : en 13 départs, sa moyenne de points mérités se chiffre à 8,14 avec une fiche de 2-8, et il est libéré de son contrat par Atlanta.

### Twins du Minnesota
Le 7 juillet 2017, peu après avoir été libéré de son contrat par Atlanta, Colón rejoint les Twins du Minnesota, sa 11e équipe en 20 saisons.

### Rangers du Texas
Il signe un contrat des ligues mineures avec les Rangers du Texas le 4 février 2018.

## Style

### Lancers
En début de carrière, Bartolo Colón lançait régulièrement une balle rapide à des vitesses supérieures à 153 km/h, touchant occasionnellement les 160 km/h. Avec les années, comme il est la norme, la vélocité de ses tirs a considérablement diminué. Dans son cas, le déclin s'est avéré abrupt : en 2015, il lançait sa balle rapide en moyenne à 143,4 km/h. Il était de plus le seul lanceur partant des majeures à utiliser une balle rapide plus de 80 % du temps. Ses autres lancers sont la balle glissante et le changement de vitesse.
À la fin de la trentaine, Colón pallie son manque de vélocité par une précision rarement vue. Selon Ron Darling, ancien lanceur et analyste à la télévision lors des matchs des Mets, son aptitude à varier à sa guise la vélocité et la location de ses tirs compense largement la lenteur de ses lancers. Darling remarque aussi qu'il peut passer sans effort d'un tir à 141 km/h en début de match à 150 km/h en fin de rencontre, alors que la norme pour un lanceur est de lancer moins fort et moins rapidement à mesure que la fatigue s'installe. Colón est connu pour lancer beaucoup de prises, peu de balles et pour accorder de moins en moins de buts-sur-balles au fil des ans.

### Offensive

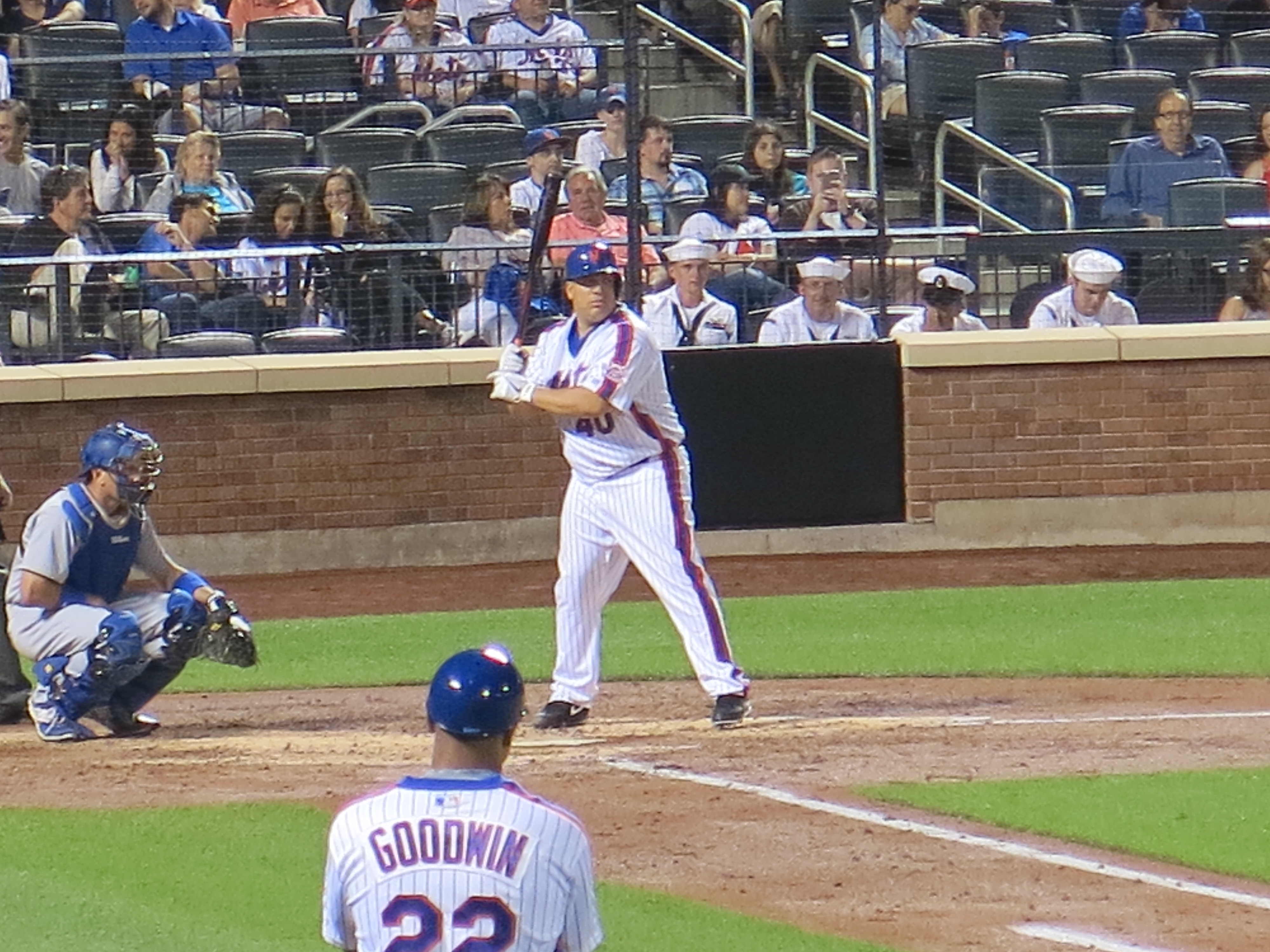
Bartolo Colón au bâton.

Le 18 juin 2014 avec les Mets de New York, Colón, qui a passé la majeure partie de sa carrière dans la Ligue américaine (où s'applique la règle du frappeur désigné), réussit son premier coup sûr depuis 2005, un double. En 2015, il obtient un premier point produit en 10 ans.
Les passages au bâton de Bartolo Colón sont rapidement devenues un événement célébré par les partisans des Mets de New York. Le lanceur, dont le coup de bâton n'est visiblement pas le principal talent, a en effet un style peu orthodoxe, dont le côté inusité est amplifié par sa silhouette rondelette (il pèse 100 livres, ou 45 kilos, de plus qu'en début de carrière). Placé loin du marbre, il étire souvent loin les bras pour essayer de frapper la balle, se retrouve en déséquilibre, et perd régulièrement son casque protecteur en s'élançant,. Il est aussi notable pour parfois courir jusqu'au premier but avec son bâton à la main, ce qui est contraire à la pratique habituelle. Lors de ses occasionnels coups sûrs, son embonpoint le ralentit considérablement s'il doit passer plus d'un but,. Néanmoins, Colón bat en 2015, à sa 18e saison, son record personnel de coups sûrs en une saison.
En juin 2015, le commissaire du baseball Rob Manfred indique à la blague que l'enthousiasme généré par les présences au bâton de Bartolo Colón est une raison pour ne pas appliquer dans la Ligue nationale la règle du frappeur désigné.
Le contrat que Colón signe avec les Mets de New York le 18 décembre 2015 contient une prime potentielle de 50 000 dollars s'il gagne le Bâton d'argent en 2016.
Le 7 mai 2016, il frappe son premier coup de circuit, qu'il réussit au Petco Park face au lanceur James Shields des Padres de San Diego. À 42 ans, Colón est le joueur le plus âgé de l'histoire au moment de réussir son premier coup de circuit dans les majeures.

## Personnalité

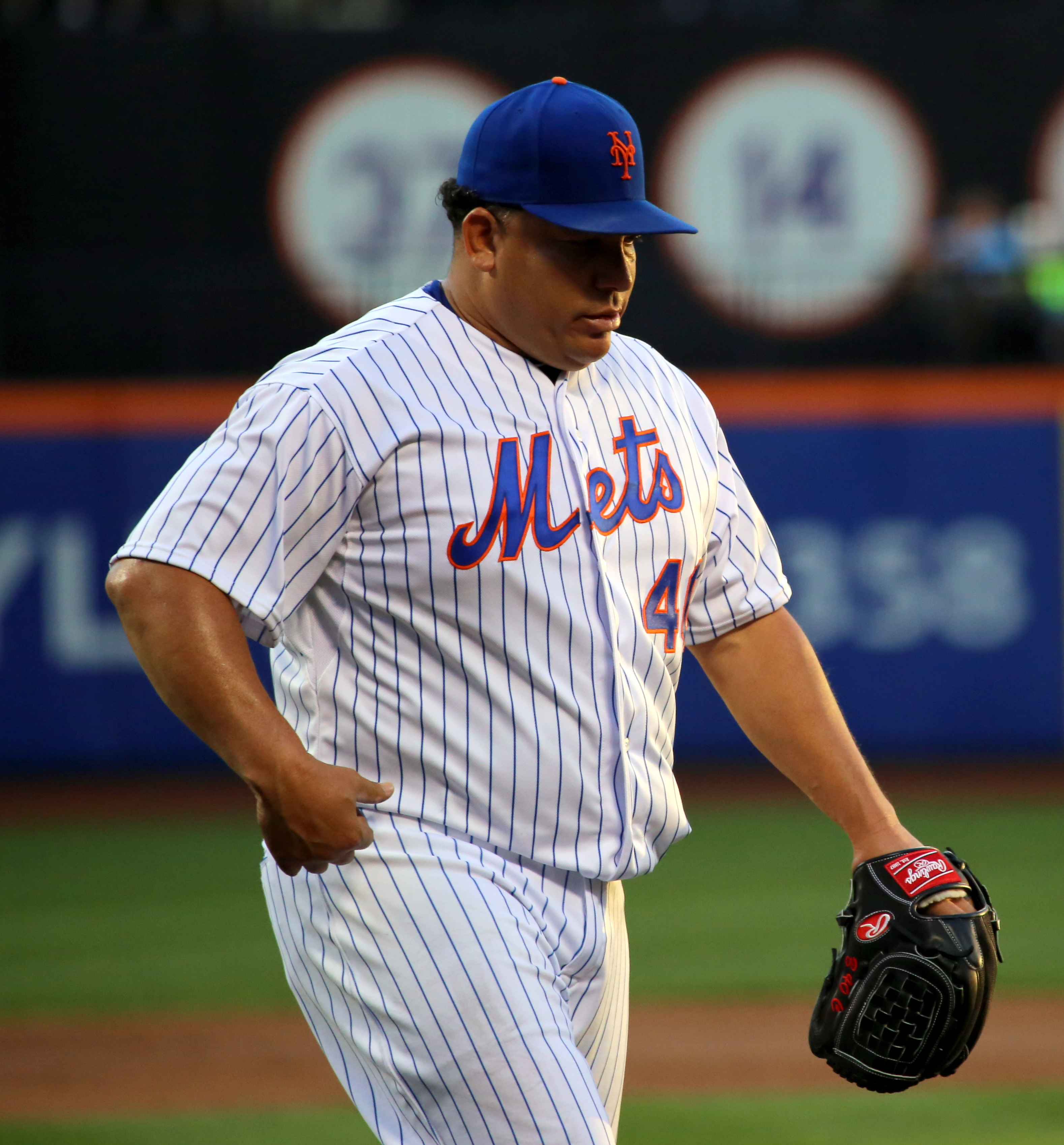
Bartolo Colón en juillet 2015.

Malgré ses excentricités, et possiblement en grande partie grâce à elles, Bartolo Colón est un joueur qui jouit d'une popularité certaine auprès des partisans de baseball. Auprès des supporteurs des Mets de New York, il a acquis depuis qu'il a joint l'équipe en 2014 un statut de héros populaire (folk hero ou cult hero),,,,,. Outre la cocasserie de ses tours au bâton et ses succès continus comme lanceur, l'admiration que lui vouent ses partisans semble en grande partie inspirée par sa durabilité et sa silhouette, puisqu'il est rare de voir un joueur plus âgé et plus grassouillet que la moyenne compétitionner à ce niveau. Sa nature souriante et son enthousiasme, cimentent également la perception favorable qu'a le public.
Dans un article en 2015 intitulé Defying Time and Space (« Défiant le temps et l'espace »), le New York Times expliquait le phénomène Bartolo Colón de la façon suivante :
« Environ tous les six jours, Colón défie l'idée reçue que le corps d'un athlète professionnel doit être mince, sculpté et sauvage. Sa longue et brillante carrière suggère qu'il persiste quelque mystère dans un sport obsédé par les statistiques, que le succès d'un lanceur ne peut se mesurer par son tour de taille. »
— Dan Barry, New York Times.

## Palmarès
- Gagnant du trophée Cy Young dans la Ligue américaine en 2005.
- A participé quatre fois au match des étoiles (1998, 2005, 2013, 2016).
- A mené la Ligue américaine pour les victoires (21) en 2005.
- A mené la Ligue américaine pour les matchs complets (9) en 2003.

## International
Il participe à la Classique mondiale de baseball 2006 avec l'équipe dominicaine.

## Vie personnelle
Originaire de République dominicaine, Bartolo Colón est reconnu pour son travail philanthropique dans son pays natal. Il finance des bourses d'études, offre des repas gratuits pour Noël, a fait construire un stade de baseball dans les montagnes près de son lieu de naissance, a fait ériger une église, construit un centre d'entraînement pour les jeunes joueurs de baseball ainsi qu'un petit musée.
Père de quatre fils avec son épouse Rosanna, il habite en 2015 la municipalité de Clifton (New Jersey). En 2016, une requête déposée à la Cour suprême de New York par une femme de 38 ans exigeant de Colón qu'il paie une pension alimentaire révèle que le joueur de baseball est père de deux autres enfants, un fils alors âgé de 8 ans et une fille alors âgée de 7 ans, issus d'une relation extraconjugale.